# 아이도우슈치나

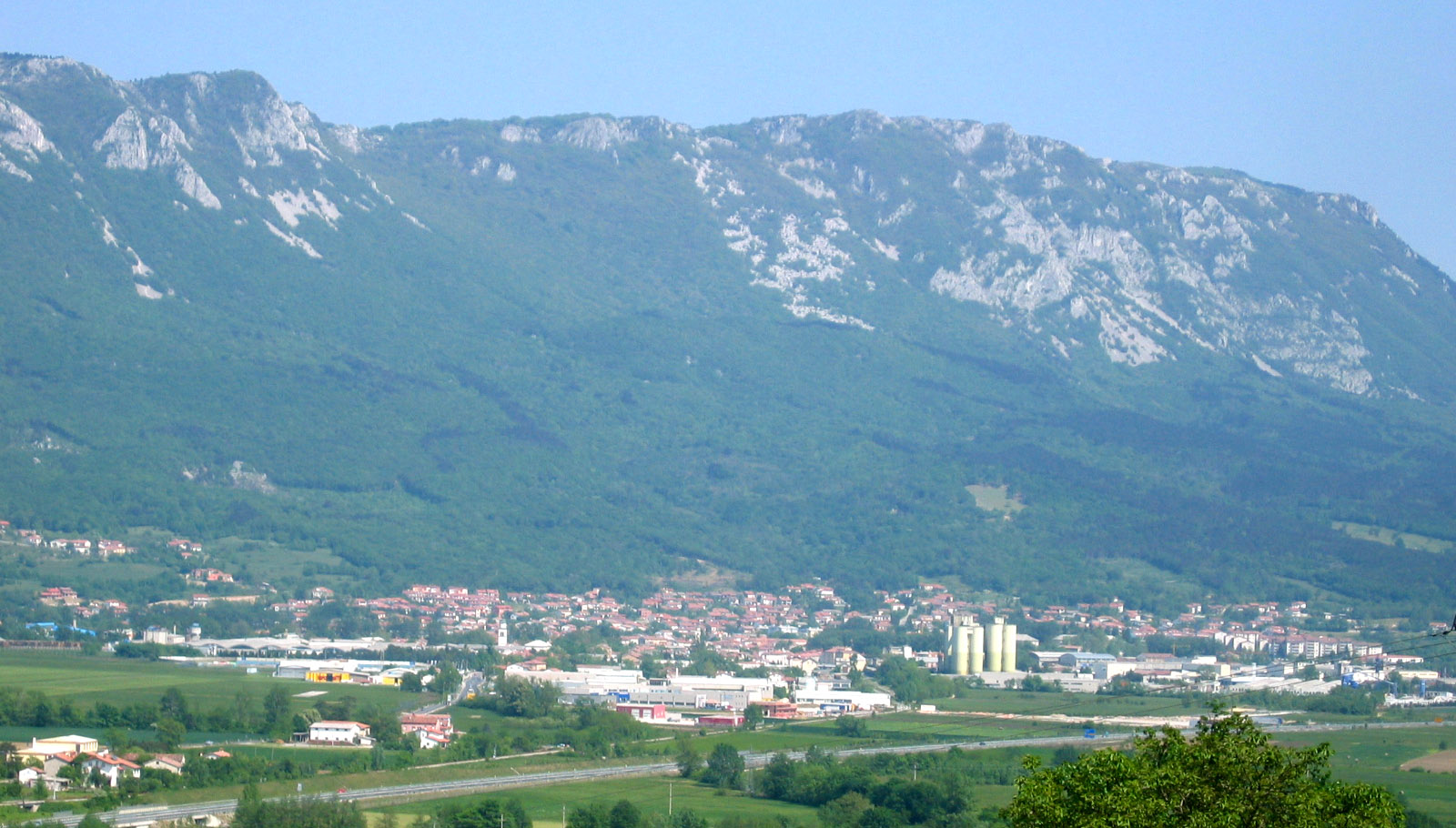
아이도우슈치나 시가지

아이도우슈치나의 위치

아이도우슈치나(슬로베니아어: Ajdovščina, 이탈리아어: Aidussina 아이두시나[*], 독일어: Haidenschaft 하이덴샤프트[*])는 슬로베니아 서부에 위치한 도시로 면적은 245.2km2, 인구는 18,095명(2002년 기준), 인구밀도는 73.8명/km2이며 비파바 계곡과 접한다.
이탈리아 국경에서 약 20km, 아드리아해에서 약 14km 정도 떨어진 곳에 위치한다. 지중해성 기후를 띠는데 겨울철 최저 기온은 -1℃, 최고 기온은 17℃이고 여름철 최저 기온은 20℃, 최고 기온은 39℃이다.